# Rathaus Sprottau

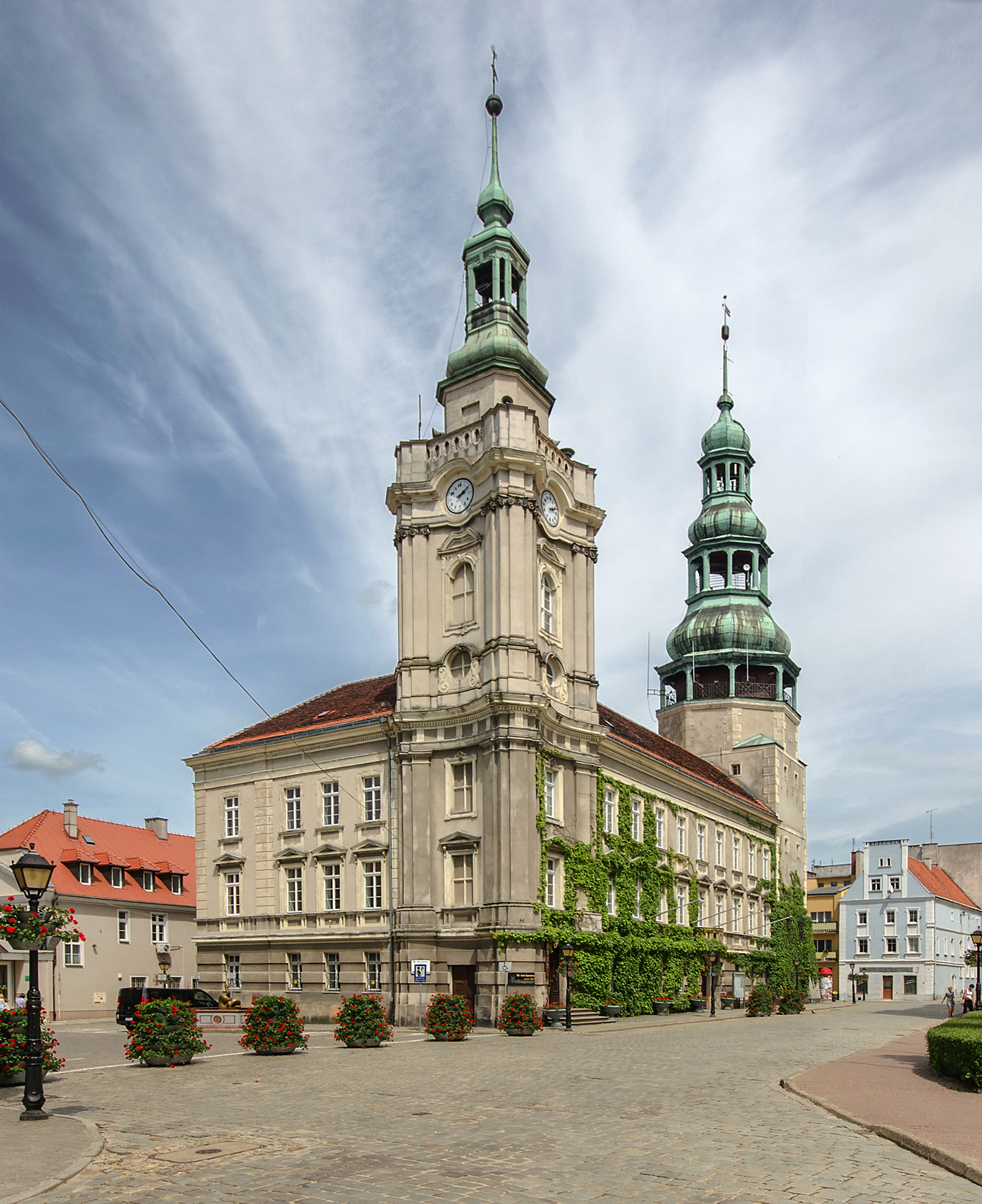
Rathaus Sprottau

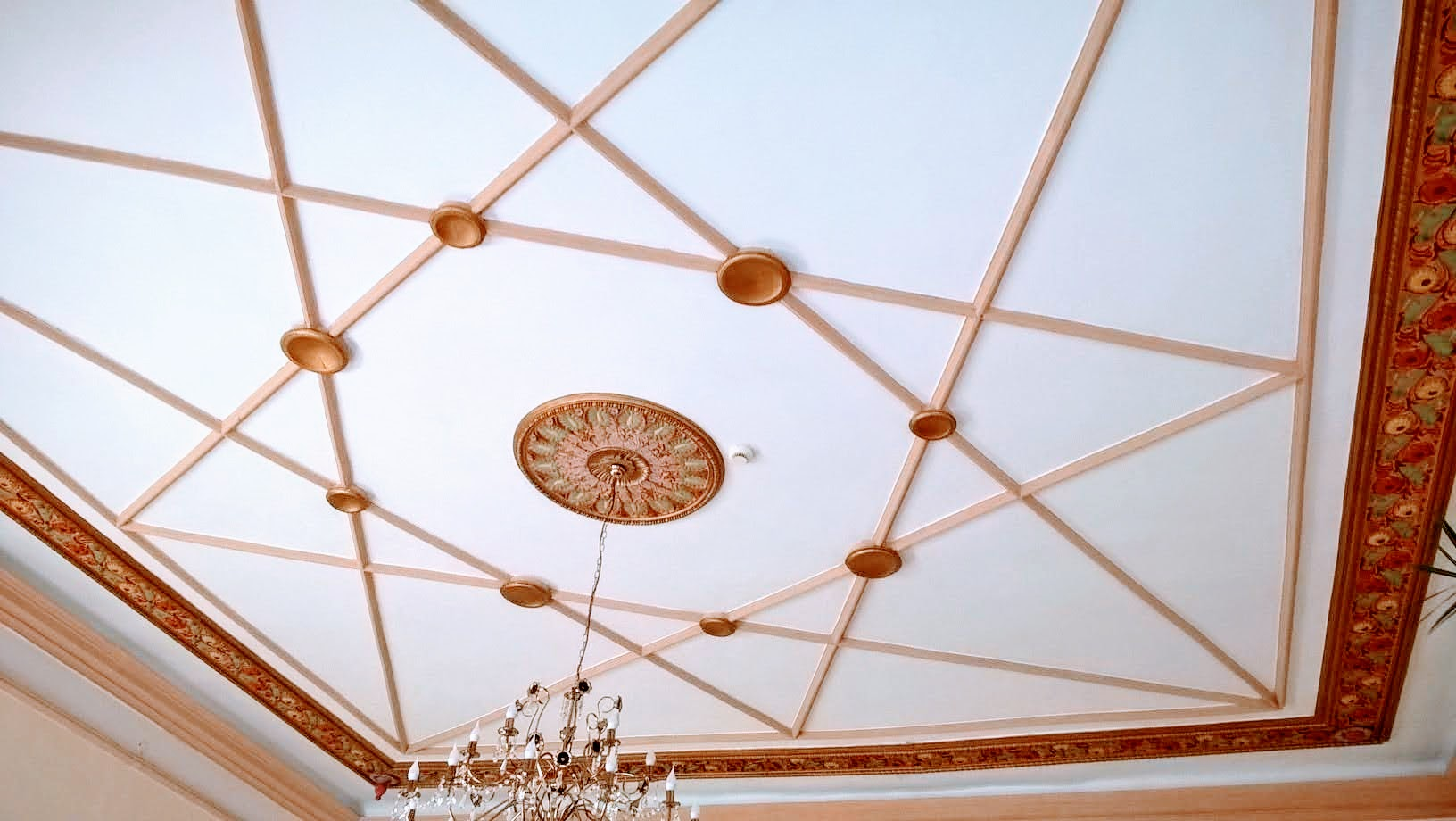
Kosmologisches Oktogramm auf dem Gewölbe des Hochzeitssaals

Das Rathaus Sprottau (polnisch Ratusz w Szprotawie) in Szprotawa (deutsch Sprottau), das von 1251 bis 1397 Residenzstadt des Herzogtums Sprottau war, entstand vermutlich nach der Verleihung des Magdeburger Stadtrechts im Jahr 1260. Der markante Bau ist ein Wahrzeichen Sprottaus. Es beherbergt die Stadtverwaltung (Urząd Miejski w Szprotawie).

## Geschichte
Die ältesten erhaltenen Fragmente des heutigen Baus stammen aus dem 14. Jahrhundert. Das Rathaus entstand vermutlich durch Anbau an eine Reihe von Krämerbuden. An der Westseite befand sich der Pranger. Der Bau wurde im 16. Jahrhundert erweitert und erhöht. Im Jahr 1536 wurde in der südöstlichen Ecke ein Turm noch im Stil der Spätgotik erbaut. Dessen Unterbau mit Strebepfeilern ist bis heute unverändert. In den Jahren 1672 und 1702 wurde das Rathaus von Stadtbränden beschädigt, 1730 fiel der Turm teilweise ein. Nach Plänen des Liegnitzer Architekten Martin Frantz dem Jüngeren wurde der Bau umgebaut. Für den Turm wurde eine neue doppelt durchbrochene Haube erbaut und der zweite Turm, ein Uhrturm, in die gegenüberliegende Ecke eingefügt. Dieser ist ganz im Stil des Barock gehalten.

## Architektur

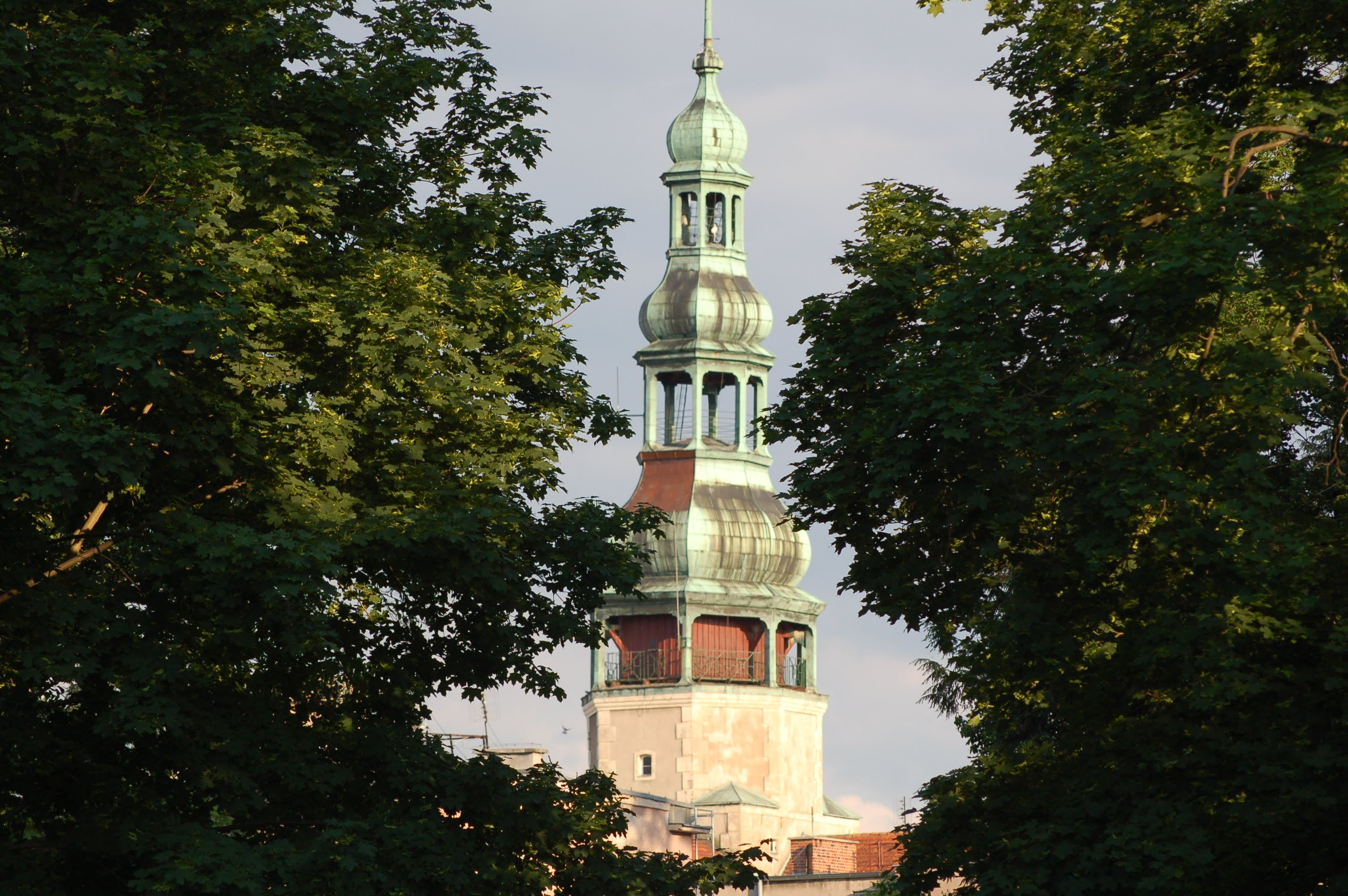
Der schiefe Turm des Rathauses, Blick von Norden

Das Rathaus hat zwei Türme. Der Ostturm ist schief. Messungen des Ostturms durch Mitarbeiter des Muzeum Ziemi Szprotawskiej (Museums des Sprottauer Landes) im Jahr 2021 bestätigten Höhenunterschiede der die Kuppel tragenden Säulen in Höhe des ersten Geschosses mit Balustraden, wodurch der Turm schief steht. Es ist jedoch nicht bekannt, ob die Neigung des Turms beabsichtigt oder unerwartet war.
Im Rittersaal, der im Jahr 2000 im Erdgeschoss eingerichtet wurde, sind der historische grüne Kachelofen mit Tierkreiszeichen und die Buntglasfenster zum Innenhof erhalten geblieben. Im Ostturm hat sich bis heute eine Arrestzelle erhalten, in der sowohl an der Holztür mit dem vergitterten Fenster als auch an den Wänden Namen der auf ein Urteil Wartenden von vor fast 200 Jahren zu sehen sind. Im Rathauskeller weisen Schilder auf den Abstieg in die Luftschutzkeller der Jahre 1939–1945 hin. Der Westturm beherbergt die historische Uhr von Meister Weiss, die heute mit einem Uhrencomputer gekoppelt ist. Bis 1945 hingen an den Wänden der Rathaussäle Porträts der ehemaligen deutschen Bürgermeister. Im Durchgang vor dem Sitzungssaal befindet sich der Trausaal, dessen Gewölbedecke eine kosmologische Darstellung eines Oktogramms aufweist. Es bezieht sich wahrscheinlich auf den Zyklus des Planeten Venus und die damit verbundene symbolische Bedeutung.